# Metodo Stanislavskij

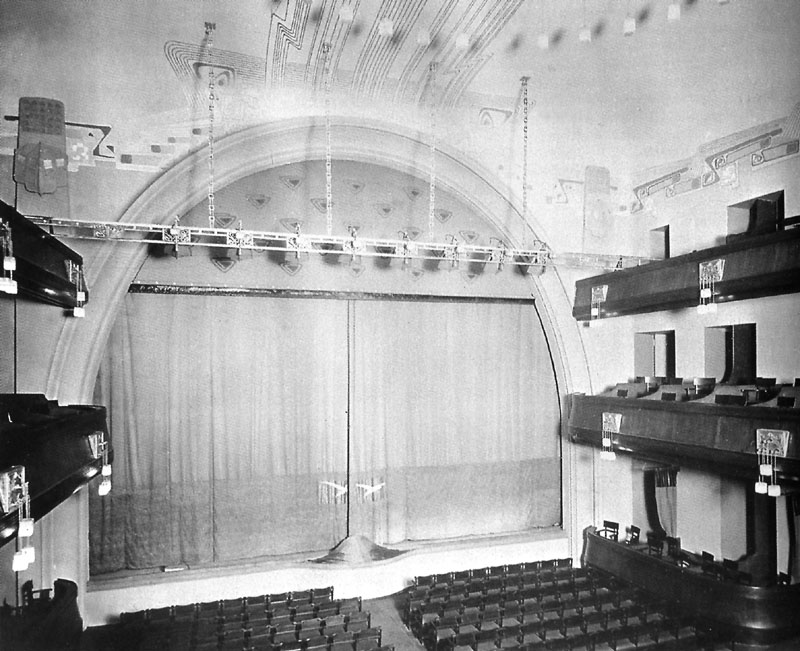
Gli interni del Teatro d'arte di Mosca in una foto del 1902-1903

Il metodo Stanislavskij è un approccio sistematico alla recitazione teatrale, messo a punto dall'attore, regista e insegnante teatrale russo Konstantin Sergeevič Stanislavskij nell'arco di un lungo periodo di tempo a partire dai primi anni del '900. Esso è oggi considerato una tappa fondamentale per la nascita della recitazione e del teatro moderno. I risultati degli studi di Stanislavskij furono pubblicati nei libri Il lavoro dell'attore su se stesso del 1938 e Il lavoro dell'attore sul personaggio, uscito postumo nel 1957.
Il metodo si basa sull'approfondimento psicologico del personaggio e sulla ricerca di affinità tra il mondo interiore del personaggio e quello dell'attore, tale per cui l'esternazione delle emozioni del personaggio avviene attraverso la loro interpretazione e rielaborazione a livello intimo da parte dell'attore.

## Nascita ed evoluzione del metodo

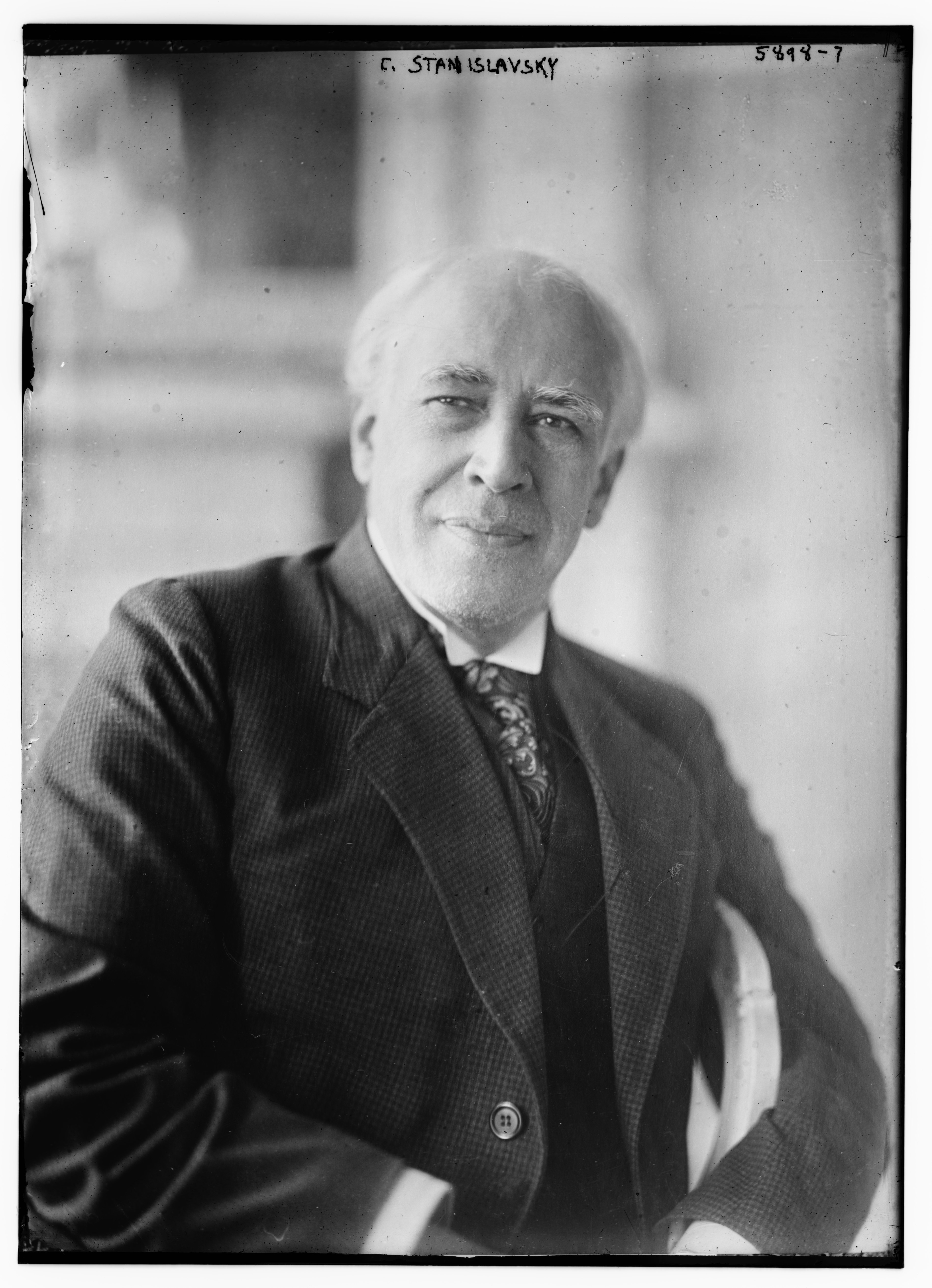
Stanislavskij

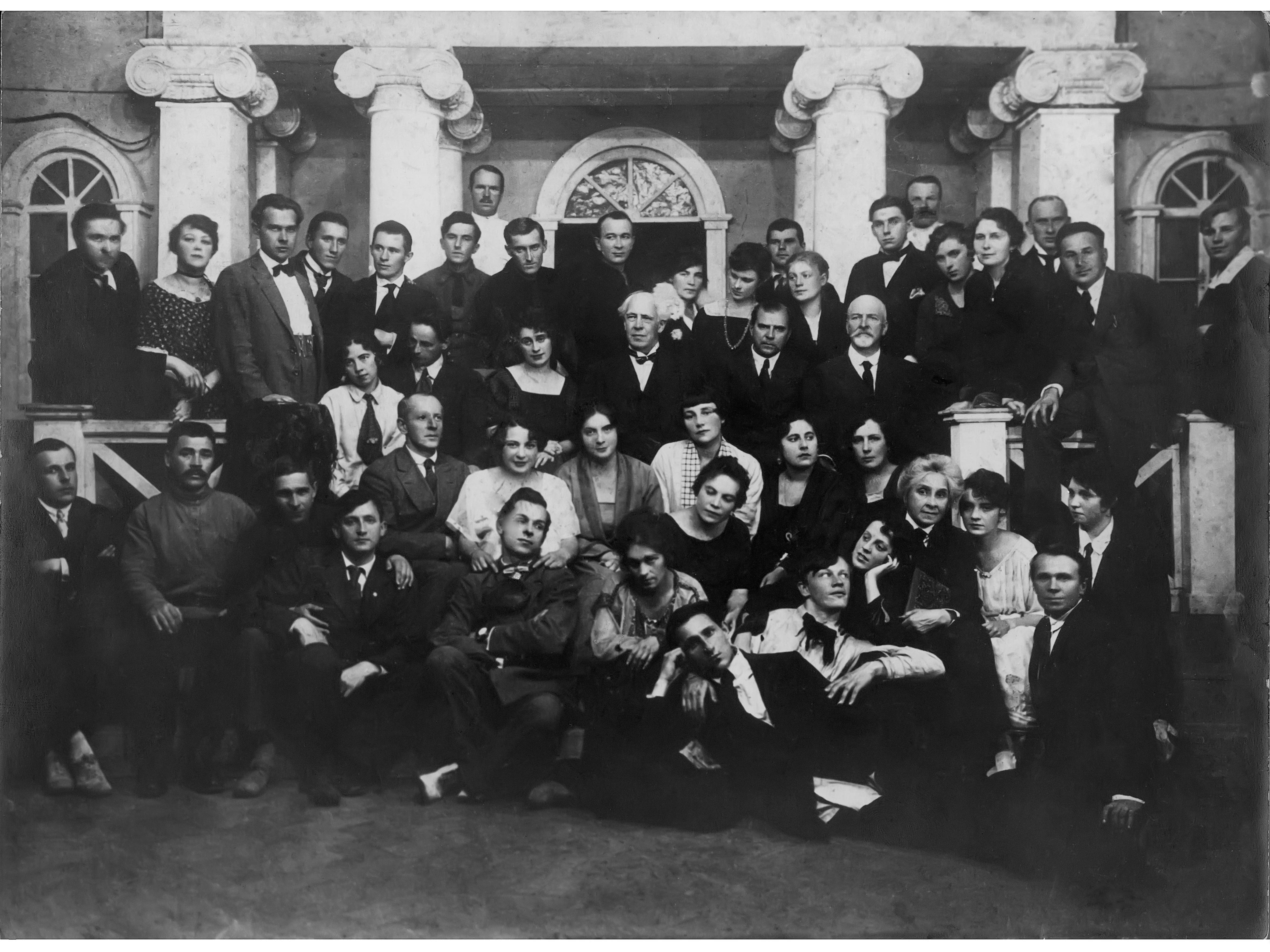
Stanislavskij con gli attori del Teatro d'arte, 1922

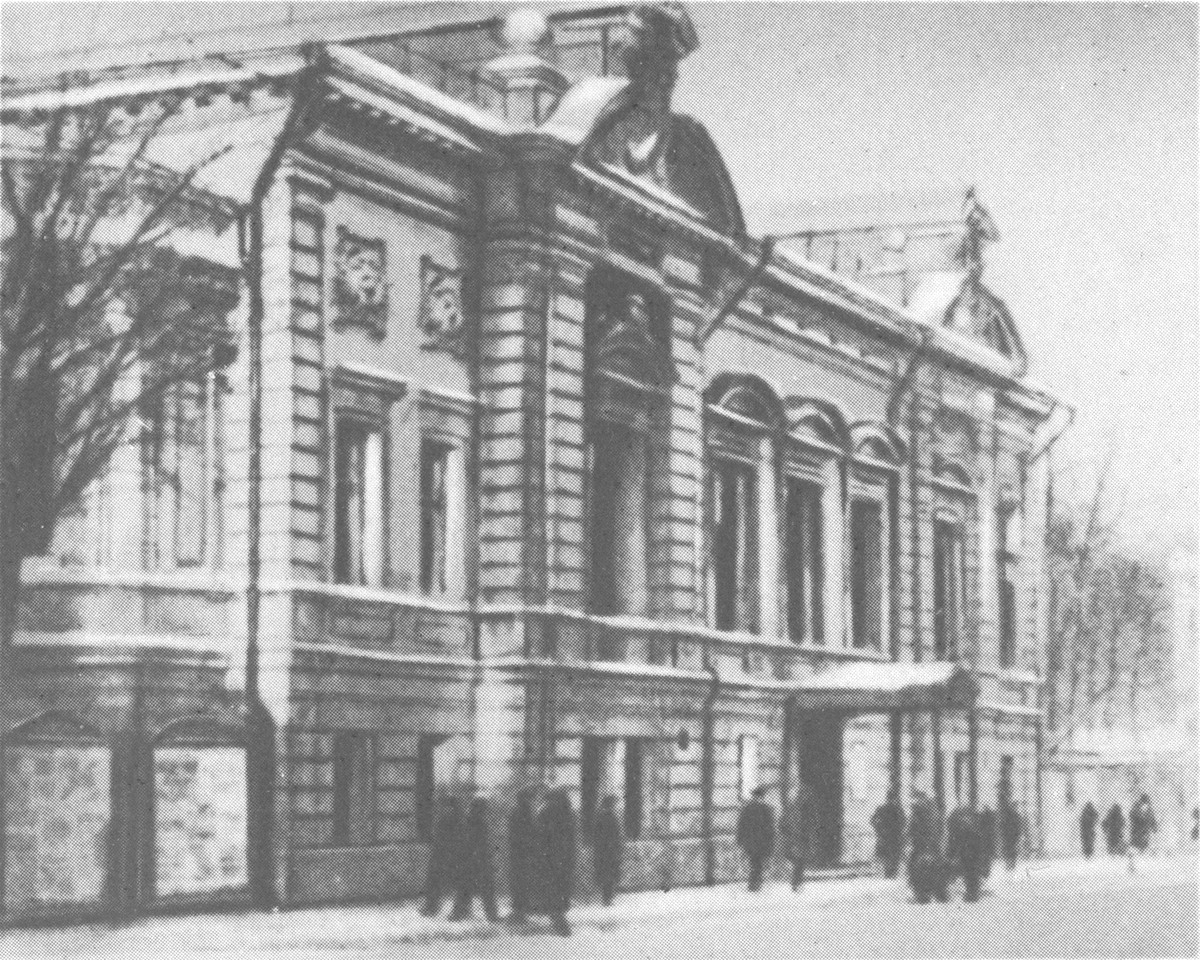
Il Teatro d'arte di Mosca nel 1920

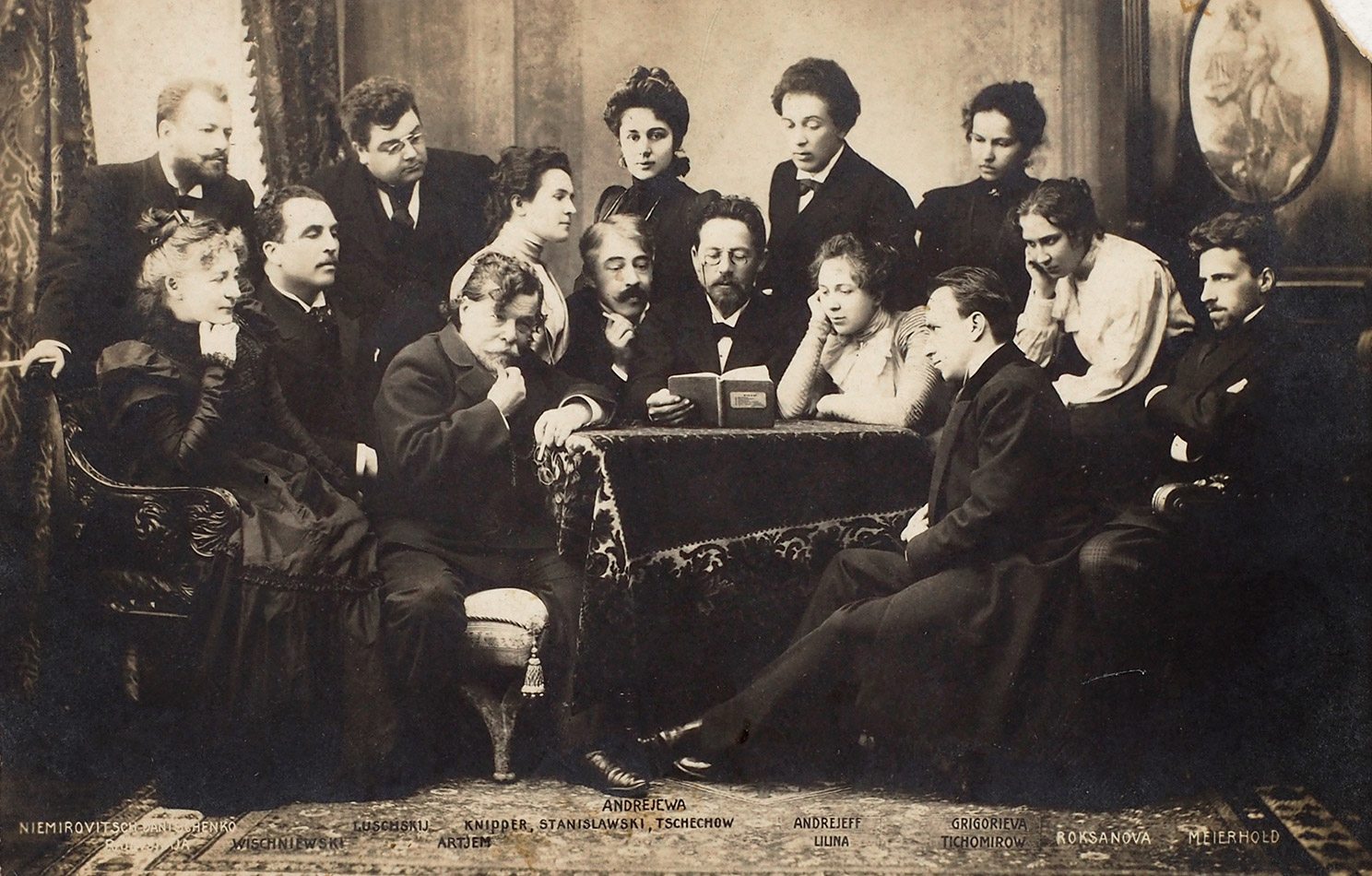
Chechov legge Il gabbiano, Stanislavskij, Nemirovič-Dančenko e alcuni attori ascoltano

Quando nel giugno 1897 Konstantin Sergeevič Alekseev, in arte Konstantin Stanislavskij, incontrò lo scrittore e regista Vladimir Nemirovič-Dančenko, insieme cominciarono a porre le basi per la nascita del Teatro d'arte di Mosca, che vide la luce nel 1898. Il metodo di Stanislavskij, da lui spesso chiamato "psicotecnica", si andò delineando nel corso del tempo e attraverso una serie di passaggi successivi.

### I primi anni
In un primo momento, Stanislavskij e Nemirovič-Dančenko cercarono di portare gli attori del teatro a una condizione ottimale, contrastandone con forza i vizi quali la dissipazione morale, i ritardi, la mancata conoscenza del testo, ma dotandoli anche di migliori condizioni di vita. Venne infatti loro garantita sempre una piccola stanza dove avere la propria riservatezza e una biblioteca personale. Venne inoltre rifiutata qualsiasi gerarchia all'interno della compagnia: tutti gli attori avevano la stessa importanza e chi in uno spettacolo aveva avuto una parte da protagonista, nel successivo avrebbe potuto essere una semplice comparsa. In questo periodo la regia di Stanislavskij tendeva ad imporsi sugli attori, risultando maggiormente importante e sminuendo il ruolo degli interpreti.

### Il metodo
In un secondo momento, a partire dai primi anni del '900, Stanislavskij si rese conto che il compito del regista non era tanto sostituirsi o sovrapporsi agli attori, quanto piuttosto guidarli verso la migliore prestazione possibile. Così facendo, egli riconobbe la centralità dell'attore all'interno della messa in scena, attribuendo alla regia un ruolo non solo di guida ma anche di aiuto e di supporto all'attore stesso. Tale evoluzione si ebbe in particolare quando Stanislavskij venne in contatto coi testi di Anton Čechov: la messa di scena del Giardino dei ciliegi del 1904 segna in effetti i primordi della nascita del metodo.
Il principale problema che Stanislavskij si poneva era il seguente: se un attore deve replicare uno stesso spettacolo per molto tempo, il rischio è che la sua recitazione diventi ripetitiva e meccanica. Per evitare questo, è necessario che l'attore sia profondamente coinvolto in ciò che sta recitando. L'attore, secondo Stanislavskij, doveva essere sempre sull'orlo della commozione, solo così avrebbe potuto evitare che la sua recitazione diventasse inespressiva.
Tale risultato poteva essere raggiunto dall'attore da una parte approfondendo il personaggio (creandogli quindi una vita e caratteristiche ulteriori oltre a quelle evidenti in scena) e dall'altra legando le emozioni che il personaggio prova nel testo alle proprie esperienze personali. In questo modo l'attore, dovendo mettere in scena una data emozione, poteva ripescarla dal vissuto, ricordando emotivamente quando nella sua vita aveva provato emozioni simili (quella che Stanislavskij chiama "memoria emotiva"). Questo portò alla nascita del metodo: le prime bozze furono redatte nel 1906, nel 1909 vide la luce una prima versione, infine nel 1911 Stanislavskij era in grado di mettere alla prova con gli attori le tecniche da lui codificate.

### Il metodo delle azioni fisiche
A partire dagli anni '30 vi fu poi nel metodo di Stanislavskij un'ulteriore evoluzione, con il passaggio al cosiddetto "metodo delle azioni fisiche". Stanislavskij si accorse che il metodo da lui elaborato era assai arduo da seguire e non sempre dava i risultati sperati. Elaborò dunque un sistema tale per cui gli attori, prima ancora di conoscere il testo, dovevano fissare le proprie emozioni entro una serie di azioni fisiche preordinate (per esempio: baciare passionalmente una donna). Quando la scena era diventata una sequela di azioni su cui gli attori avevano fissato le proprie emozioni, era infine possibile appoggiare il testo al di sopra di queste azioni fisiche.

## Le opere
Stanislavskij descrisse il suo metodo e la sua evoluzione nelle opere Il lavoro dell'attore su se stesso (1938) e Il lavoro dell'attore sul personaggio, (1957, postumo). Il primo è scritto sotto forma di dialogo tra un gruppo di insegnanti di teatro e un gruppo di allievi, mentre il secondo è suddiviso in due parti: una teorica (come affrontare determinati problemi attorali) e una pratica (analisi degli attori e dei personaggi in tre spettacoli). Il secondo testo rimase incompiuto di poco, a causa della morte dell'autore.